# Andrew Pantling
Andrew Pantling (* 1983 in Toronto, Ontario) ist ein professioneller kanadischer Pokerspieler und Unternehmer.

## Persönliches
Pantling ist CEO der Sportwetten-Website Matchbook.com. Er lebt auf Malta.

## Pokerkarriere
Pantling spielt auf der Onlinepoker-Plattform PokerStars unter dem Nickname ClockWyze und nutzte diesen Namen auch bei Full Tilt Poker. Seit 2007 nimmt er an renommierten Live-Turnieren teil.
Mitte April 2009 belegte Pantling beim Main Event der Irish Poker Open in Dublin den dritten Platz und erhielt mehr als 200.000 Euro Preisgeld. Ende Juni 2009 war er erstmals bei der World Series of Poker im Rio All-Suite Hotel and Casino am Las Vegas Strip erfolgreich und kam bei einem Turnier der Variante No Limit Hold’em in die Geldränge. Ende April 2010 setzte sich Pantling bei einem bei der European Poker Tour (EPT) in Monte-Carlo ausgespielten Heads-Up-Event durch und sicherte sich eine Siegprämie von 120.000 Euro. Im September 2010 wurde er bei einem Turnier der World Series of Poker Europe in London Zweiter und belegte weniger Tage später den elften Platz im Main Event der Serie, was ihm Preisgelder von umgerechnet knapp 250.000 US-Dollar einbrachte. Im Mai 2013 erreichte Pantling beim EPT-Main-Event in Monte-Carlo den Finaltisch und belegte nach verlorenem Heads-Up gegen Steve O’Dwyer den mit 842.000 Euro dotierten zweiten Platz. Mitte Oktober 2016 wurde Pantling von Guy Laliberté zum Big One for One Drop Extravaganza, einem exklusiven Pokerturnier in Monte-Carlo mit einem Buy-in von einer Million Euro, eingeladen. Dort erreichte er den Finaltisch und erhielt für seinen sechsten Platz sein bisher höchstes Preisgeld von 1,5 Millionen Euro. Ende Februar 2019 saß Pantling am Finaltisch des Main Events der World Poker Tour in Niagara Falls und belegte den dritten Rang, der mit über 230.000 Kanadischen Dollar bezahlt wurde. Bei den partypoker Millions North America in Kahnawake gewann er im Mai 2019 das Super High Roller mit einem Hauptpreis von 144.000 Kanadischen Dollar, seitdem erzielte er bis dato keine weitere Geldplatzierung bei einem Live-Turnier.
Insgesamt hat sich Pantling mit Poker bei Live-Turnieren mehr als 4 Millionen US-Dollar erspielt.